# Спайвіс-Корнер (Північна Кароліна)
Спайвіс-Корнер (англ. Spivey's Corner) — переписна місцевість (CDP) в США, в окрузі Сампсон штату Північна Кароліна. Населення — 576 осіб (2020).

## Географія
Спайвіс-Корнер розташований за координатами 35°11′54″ пн. ш. 78°28′57″ зх. д. / 35.19833° пн. ш. 78.48250° зх. д. (35.198222, -78.482562).  За даними Бюро перепису населення США в 2010 році переписна місцевість мала площу 20,13 км², уся площа — суходіл.

## Демографія
Згідно з переписом 2010 року, у переписній місцевості мешкало 506 осіб у 178 домогосподарствах у складі 130 родин. Густота населення становила 25 осіб/км².  Було 201 помешкання (10/км²).
Расовий склад населення:
| - 65,0 % — білих - 22,1 % — чорних або афроамериканців - 0,8 % — корінних американців - 11,1 % — осіб інших рас |

До двох чи більше рас належало 1,0 %. Частка іспаномовних становила 12,8 % від усіх жителів.
За віковим діапазоном населення розподілялося таким чином: 27,9 % — особи молодші 18 років, 58,7 % — особи у віці 18—64 років, 13,4 % — особи у віці 65 років та старші. Медіана віку мешканця становила 37,1 року. На 100 осіб жіночої статі у переписній місцевості припадало 101,6 чоловіків;  на 100 жінок у віці від 18 років та старших — 101,7 чоловіків також старших 18 років.
Середній дохід на одне домашнє господарство  становив 70 547 доларів США (медіана — 56 420), а середній дохід на одну сім'ю — 74 521 долар (медіана — 57 500). За межею бідності перебувало 5,5 % осіб, у тому числі 22,4 % дітей у віці до 18 років та 0,0 % осіб у віці 65 років та старших.
Цивільне працевлаштоване населення становило 257 осіб. Основні галузі зайнятості: освіта, охорона здоров'я та соціальна допомога — 42,4 %, виробництво — 10,1 %, оптова торгівля — 9,3 %.